# Rhytidodera consona
Rhytidodera consona là một loài bọ cánh cứng trong họ Cerambycidae.